# Waiting for the Miracle to Come
Pour plus de détails, voir Fiche technique et Distribution.
Waiting for the Miracle to Come est un film américain réalisé par Lian Lunson et sorti en 2017.
Wim Wenders et Bono font partie des coproducteurs du film,.

## Synopsis
Une jeune fille trouve une lettre de son père peu après sa mort, et part à la recherche d'une mine d'or dans le désert de Californie. Elle arrive dans une ville mystérieuse, et se retrouve devant une maison occupée par deux anciennes stars du vaudeville.

## Fiche technique
- Réalisation : Lian Lunson
- Scénario : Lian Lunson
- Photographie : Kimberly Culotta
- Musique : Ryan Beveridge
- Montage : Melanie Annan, Meridith Sommers
- Durée : 82 minutes
- Dates de sortie: 
  - États-Unis : 22 mai 2017

## Distribution
- Charlotte Rampling : Dixie Riggs
- Sophie Lowe : Adeline Winter
- Willie Nelson : Jimmy Riggs
- Damon Carney : Mr. Heatherton
- Waylon Payne : Shooter Jones
- Sonny Carl Davis : Bank Manager
- Todd Terry : Jack Winter
- Gary Teague : Bank Teller